# Нкота-Кота (заповедник)
«Нкота-Кота» (англ. Nkhotakota Wildlife Reserve, Nkhotakota Game Reserve) — крупнейший и старейший заповедник в Малави, расположенный в Центральной провинции, недалеко от города Нкота-Кота. Имеет площадь, равную 1800 км².
«Нкота-Кота» включает в себя холмистую местность с дамбо редколесьями миомбо (Brachystegia), поддерживающие разнообразие птиц и млекопитающих.

## География
Заповедник находится недалеко от озера Ньяса на территории Восточно-Африканской рифтовой долины и 4 округов (Нкота-Кота, Касунгу, Мзимба, Нчиси) .

## История
Заповедник «Нкота-Кота» основан в 1954 году.
Он был уязвим для браконьерства, лесозаготовок и сжигания древесного угля.
В 2012 году Глобальный экологический фонд инвестировал 850 тыс. долларов в рамках проекта «Эффективное управление заповедником дикой природы «Нкота-Кота»» с целью улучшения управления заповедником, уделяя большое внимание водосборному бассейну Буа.
Браконьерство значительно сократило численность африканских слонов в заповеднике, однако в 2015 году, когда им стала управлять организация «African Parks», то начались усилия по восстановлению численности слонов, а также организация поставила для себя задачу сделать заповедник «экологически устойчивым» путём увеличения популяции животных, а также наёма и обучения рейнджеров.
В течение 2016 ― 2017 годов «African Parks» пересилили около 500 африканских слонов из национального парка «Ливонде» и заповедника дикой природы «Маджете» в заповедник «Нкота-Кота».

## Флора и фауна

### Флора
В лесах дамбо и миомбо, расположенных в «Нкота-Коте» растут высокая трава и деревья рода Brachystegia. Вдоль рек, протекающих по заповеднику, на горе Чипата, находится участок тропического леса, заросший травой.

### Фауна
В заповеднике обитают такие животные как канна, обыкновенный водяной козёл, большой редунка и обыкновенный бегемот, чья численность сократилась, однако, в 2015 году в заповедник было завезено около 2000 животных. По данным Lonely Planet, заповедник является важной средой обитания африканских слонов.
Также в заповеднике можно встретить леопардов, бородавочников, антилоп и павианов.
В «Нкота-Коте» было зарегистрировано около 280 видов птиц, однако, считается, что их значительно больше. Они различаются по размеру, начиная от зимородковых и заканчивая боевыми орлами.
Считается, что «Нкота-Кота» — это единственное место в Малави, где возможно встретить рыжеватую трёхзубую летучую мышь.

## Галерея

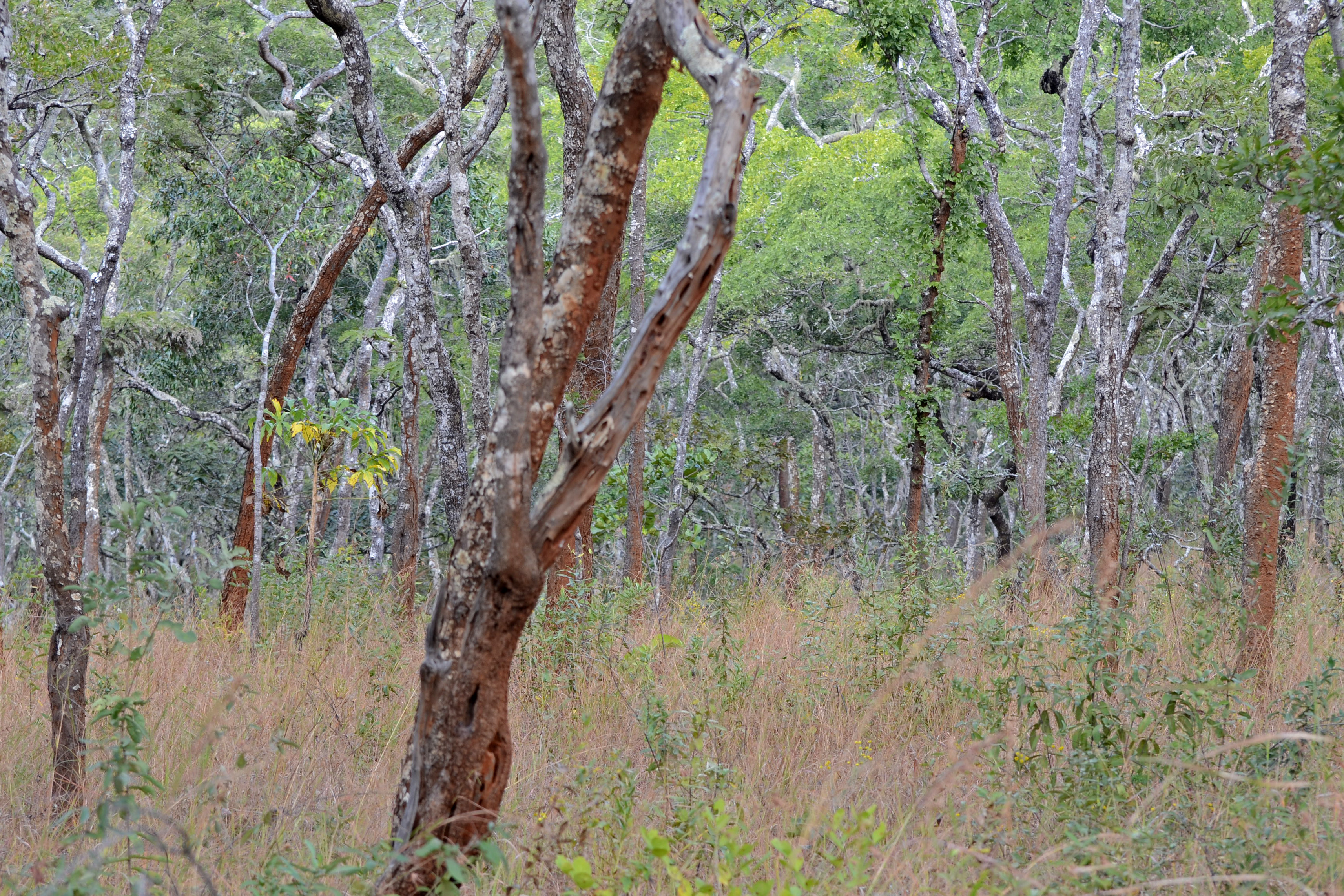
Лесные массивы миомбо
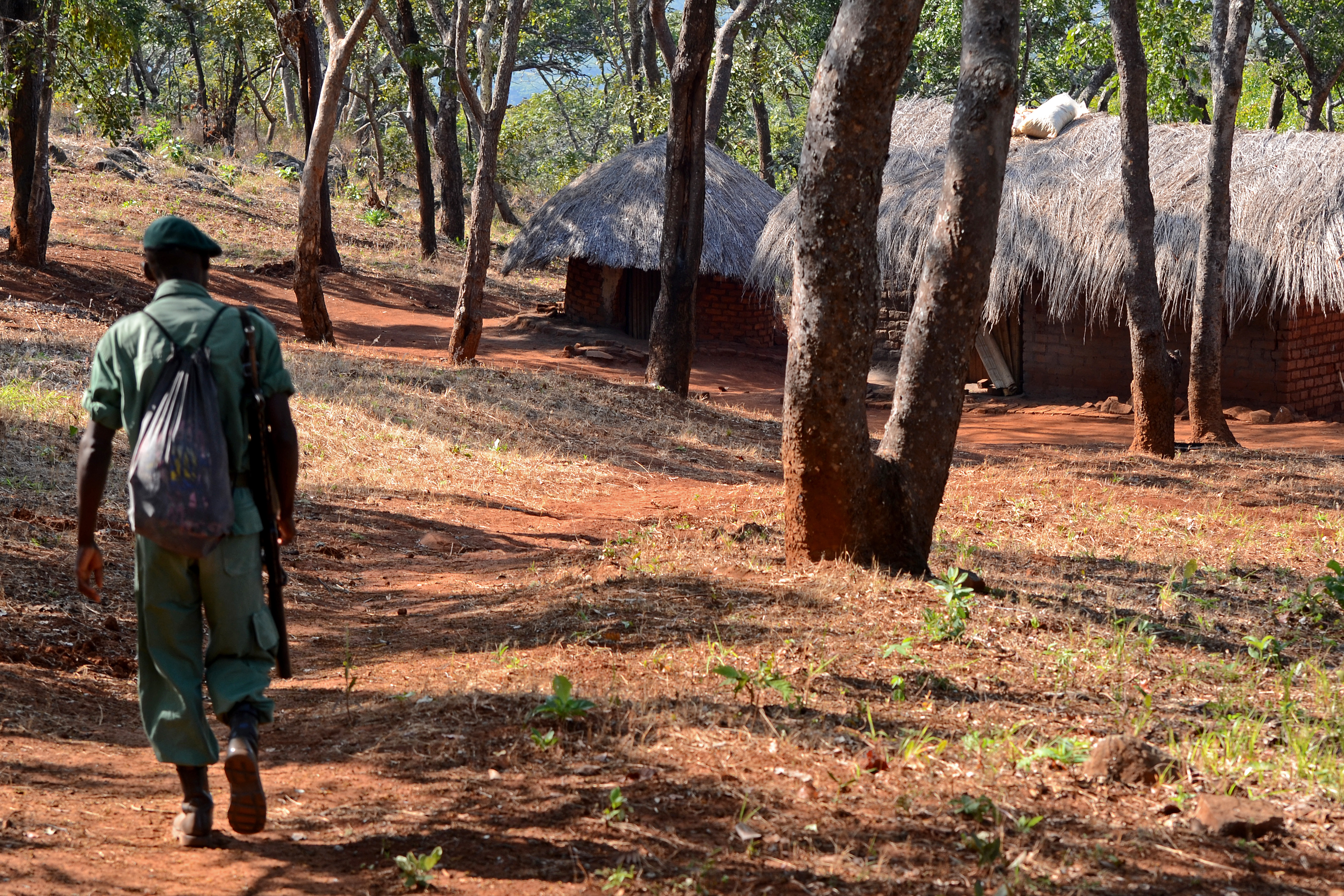
Охранник заповедника
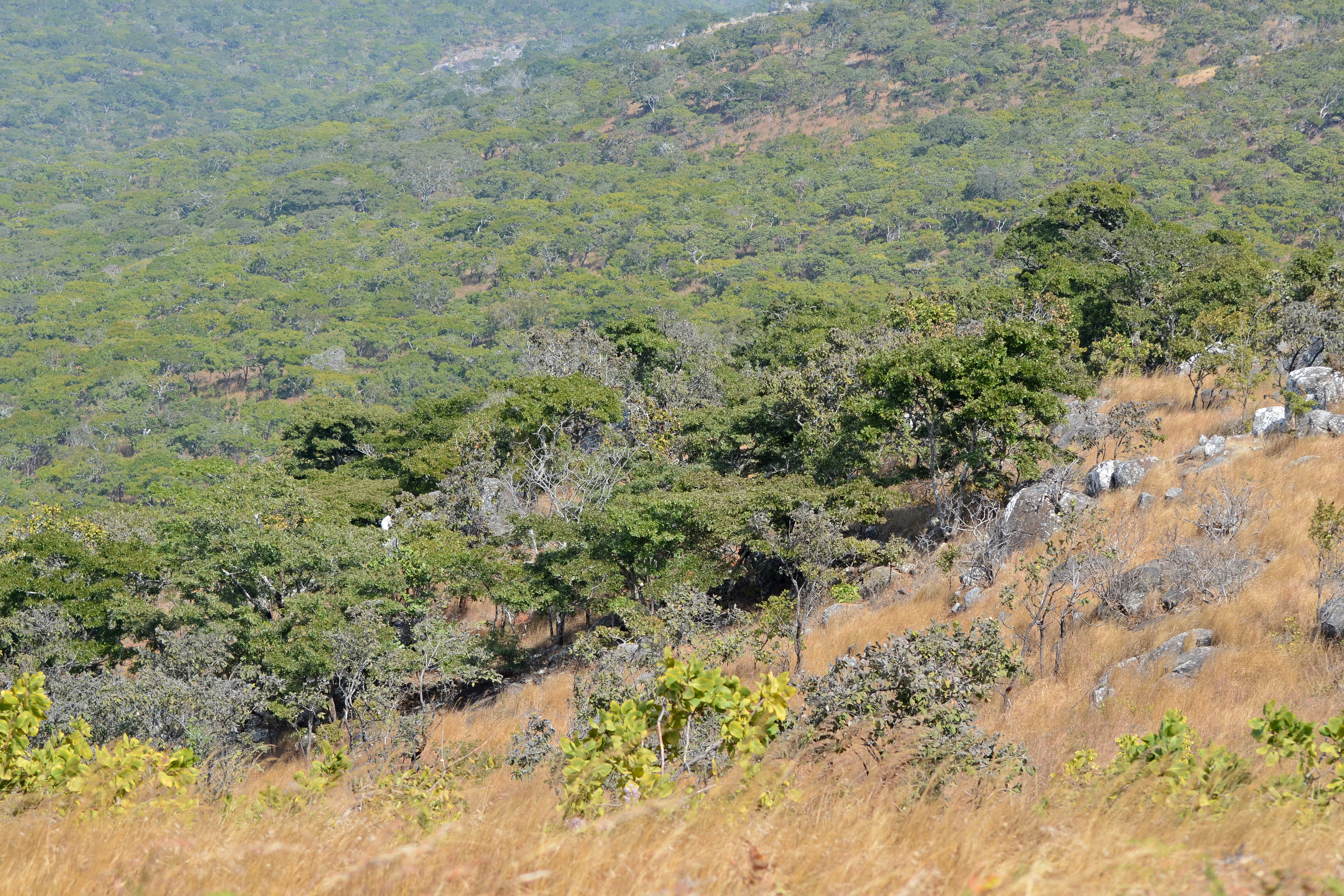
Вид на «Нкота-Коту»
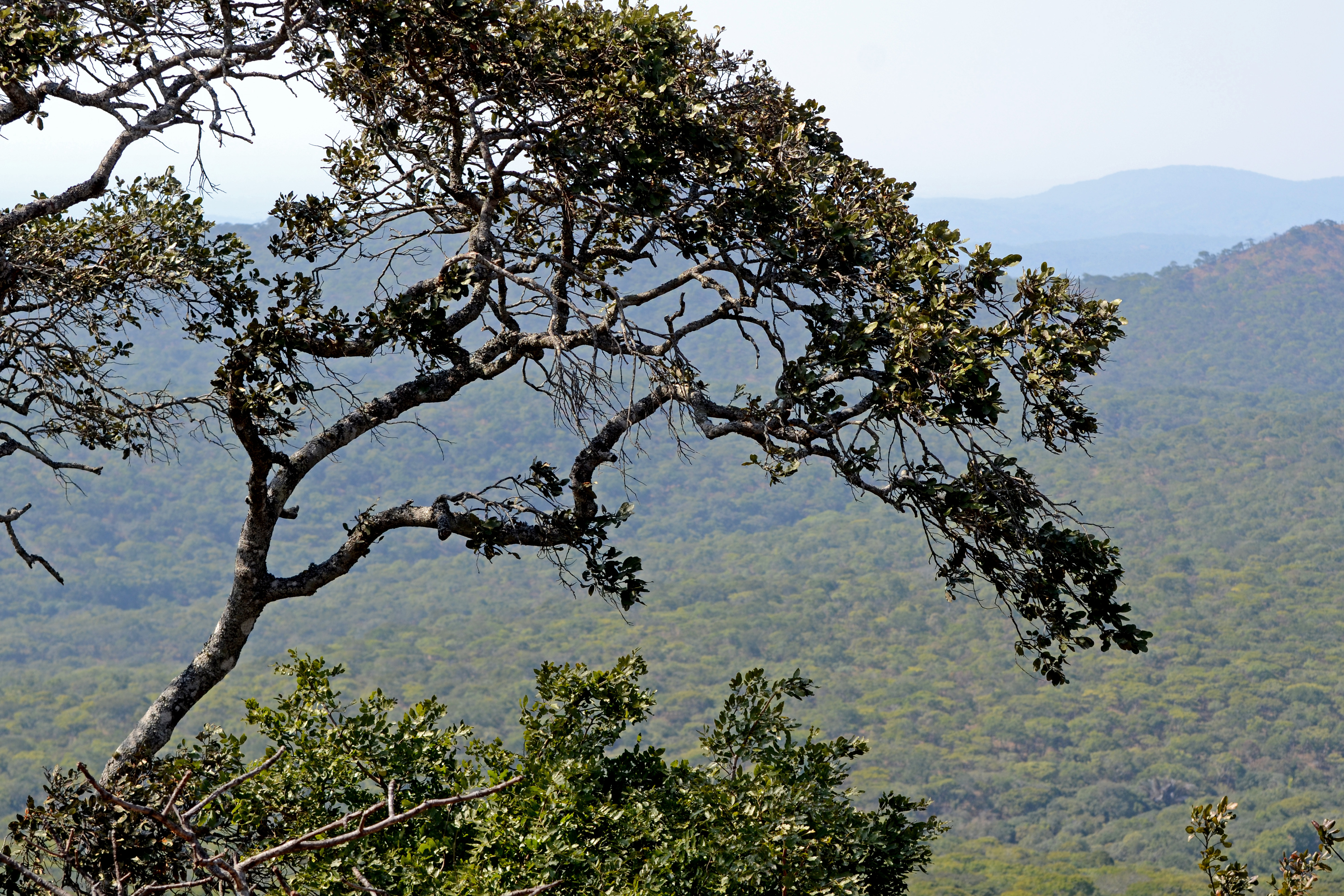
Дерево, растущее в заповеднике